# Kosice (Hradec Králové-i járás)
Kosice település Csehországban, a Hradec Králové-i járásban. Kosice Kosičky, Měník, Mlékosrby, Písek és Stará Voda településekkel határos. Lakosainak száma 350 fő (2024. január 1.).

## Népesség
A település lakosságának változását az alábbi diagram mutatja:
| Lakosok száma | 486  | 538  | 502  | 387  | 328  | 340  | 345  | 343  | 353  | 350  |
|               | 1869 | 1900 | 1921 | 1961 | 1980 | 2011 | 2016 | 2019 | 2021 | 2024 |